# Þórisjökull
Þórisjökull o Thórisjökull (literalment, Glacera dels Thóris) és una petita glacera i volcà a la zona centre-occidental d'Islàndia, i al sud-est de la glacera Langjökull. El seu punt més alt es troba a 1.350 msnm.

## Etimologia
El nom prové del trol Þóri, de la Saga de Grettir, que, segons es diu, vivia en una cova propera a la glacera.

## Ubicació
þórisjökull es troba entre a la glacera de Langjökull i el volcà escut Ok a l'est. El Kaldidalur (és a dir, la vall freda) es troba entre aquests dos punts i una carretera homònima la travessa.
- Þórisjökull vist des de Geitlandsjökull, una glacera al nord.
- Þórisjökull vist des de la carretera 52

## El volcà
El volcà glacera Þórisjökull és una tuya de l'últim període glacial (a Islàndia des de fa 100000 anys fins a fa 10000 anys). La seva part muntanyosa està bàsicament constituïda per hialoclastites. La glacera forma part de Langjökull, probablement des del segle xviii.
L'any 2009, es va fer recerca geològica a la zona del Þórisjökull i del volcà Prestahnúkur i es va demostrar amb claredat l'existència de fisures volcàniques actives sota la glacera.